# Alois Zettler
Alois Zettler (* 9. Oktober 1854 in München; † 9. Oktober 1942 ebenda) war ein deutscher Elektrotechniker, Erfinder und Unternehmer.

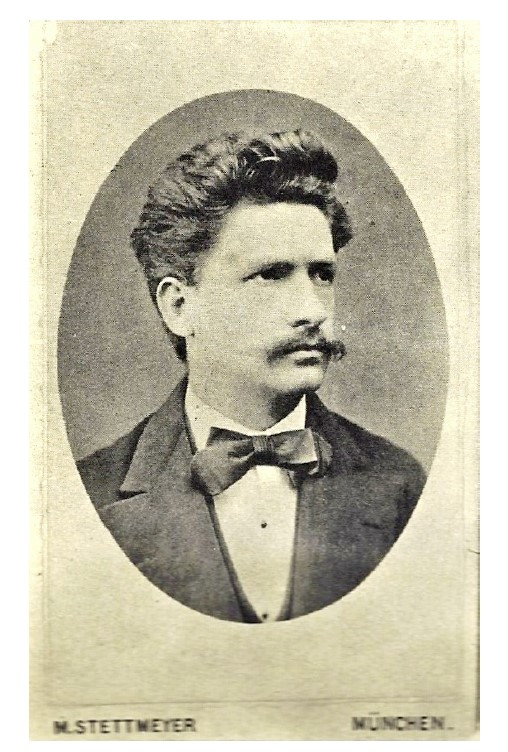
Alois Zettler als junger Mann (Photographie)

## Leben und Werk
Alois Zettler erlernte den Beruf des Feinmechanikers und war von 1872 bis 1876 auf der Walz durch Deutschland (München–Frankfurt), die Schweiz (Zürich–Genf), Italien, Österreich-Ungarn mit Tschechien, Frankreich, England und die USA, wo er bei Edison arbeitete. Er suchte sich gezielt Stellen, an denen er Neues lernen konnte. Als er in den USA während einer Wirtschaftskrise keine Arbeit fand, zog er als Tramp umher. Ab 1876 arbeitete er bei dem Elektrotechniker und Erfinder Heinrich Daniel Rühmkorff in Paris. Auszüge aus seinem Reisetagebuch wurden 1955 von der Alois Zettler GmbH veröffentlicht.
Nach seiner Rückkehr gründete Zettler 1877 in der Münchner Zweibrückenstraße 3 seine Elektrotechnische Fabrik Alois Zettler, in der er unter anderem Theodolite, Nivellierinstrumente, Rühmkorffsche Induktionsapparate, galvanische und elektromagnetische Apparate für medizinische Zwecke sowie Telephone (System Bell) herstellte. Im September 1881 installierte er in der Maschinenhalle der Lokomotiven- und Maschinenfabrik J.A. Maffei die erste elektrische Beleuchtungsanlage Münchens mit Bogenlampen. Alois Zettler wurde nicht nur auf dem Gebiet der Beleuchtungstechnik ein gesuchter Lieferant; er erfand unter anderem auch eine Wächterkontrollanlage zur Überwachung von Nachtwächter-Kontrollgängen, eine Feuermeldeanlage mit Standortregistrierung, eine Wasserstandsfernmeldung, eine elektrische Sicherungseinrichtung sowie den Lichtruf, eine elektrische Rufübertragung mit Lichtanzeige, die in Krankenhäusern und Hotels Verwendung fand. Zusammen mit Oskar von Miller und Sigmund Schuckert bereitete er die am 16. September 1882 im Münchner Glaspalast eröffnete Internationale Elektrizitätsausstellung vor und gehörte zu den Ausstellern.

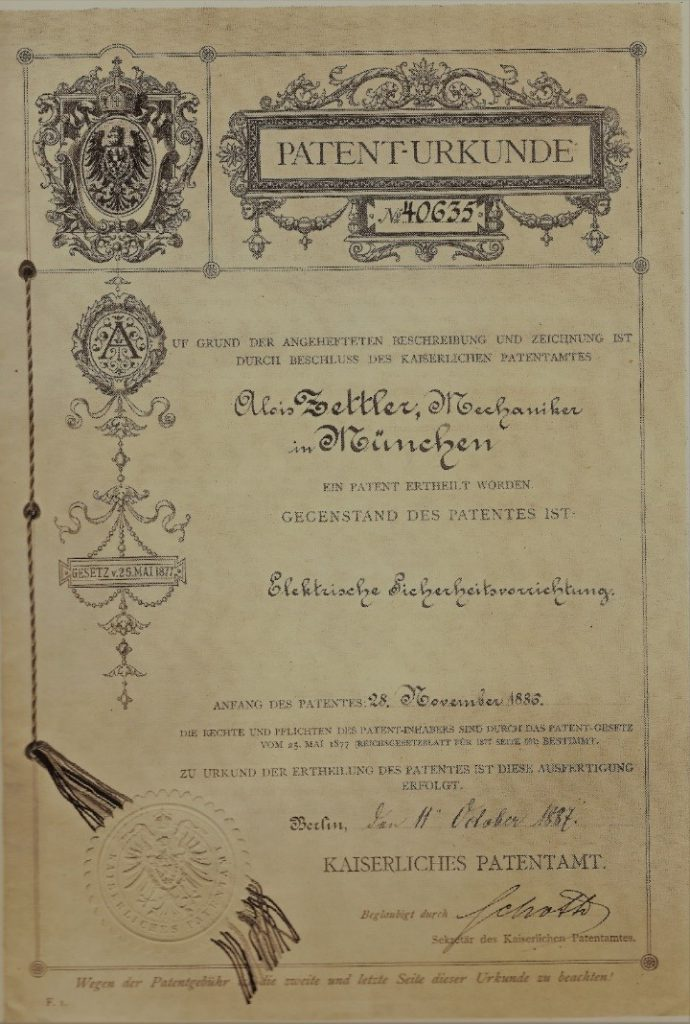
Patenturkunde 40635 an Alois Zettler für „Elektrische Sicherheitsvorrichtung“ (1886)

Ende August 1884 erhielt Zettler den Auftrag, für ein Konzert vor dem noch unfertigen Schloss Herrenchiemsee das Schloss und den Schlosspark auf der Herreninsel im Chiemsee für König Ludwig II. elektrisch zu illuminieren. Zusammen mit dem Theatermaschinisten Carl Lautenschläger war er für das Lichtspektakel mit synchron steuerbaren Scheinwerfern verantwortlich. Für den kurzfristigen königlichen Auftrag mussten die Arbeiten an einer großen Telefonanlage in der Festung Ingolstadt unterbrochen werden. Trotz großer Schwierigkeiten wurde der Auftrag bis zum 17. September 1884 zur großen Zufriedenheit des Königs ausgeführt; Alois Zettler wurde mit dem Titel „Erster Hofilluminator“ ausgezeichnet.
Anfang 1889 hatten die Aufträge so zugenommen, dass Zettler seine Werkstatt erweitern musste. Am 10. November 1889 nahm das Unternehmen neue Produktionsräume in der Schillerstraße 17 in Betrieb. Im August 1893 gehörte Zettler zu den Gründungsmitgliedern des „Münchener Elektrotechnischen Vereins“.
Bereits am 23. Juni 1895, lange bevor 1909 die Lokomotivfabrik von J. A. Maffei Versuche mit elektrischen Lokomotiven durchführte, notierte sich Zettler: „Und warum, frage ich mich, soll man nicht auch die Eisenbahn mit elektrischer Energie betreiben?“ Wenige Jahre später plante er den Bau einer elektrischen Bahn von Gmund am Tegernsee über Hausham, Schliersee, und Hammer nach Bayrischzell. Um die nötigen Investitionsmittel zu beschaffen, wandelte er 1900 seine Firma in eine GmbH um, an der die Sächsischen Elektrizitätswerke vorm. Pöschmann & Co. AG beteiligt waren. Das Bahnprojekt wurde jedoch nicht realisiert.
Zettler wollte sich auf seine Erfindertätigkeit konzentrieren und übertrug daher 1903 seine Unternehmensanteile an seinen Schweizer Geschäftsfreund, den Ingenieur Leo Benz senior, der 1905 auch die Anteile der Sächsischen Elektrizitätswerke AG übernahm. Das Unternehmen beschäftigte rund 150 Mitarbeiter. 1906 wurden die neuen Fertigungsstätten in der Holzstraße 28–30 und auf der Rückseite an der Pestalozzistraße 31 bezogen. Den notwendigen Strom erzeugte man selbst mit der Wasserkraft des Glockenbachs. Unter Leo Benz, seinen Söhnen und Nachkommen entwickelte sich die Firma zum internationalen Hersteller auf dem Gebiet des Relaisbaus und der Signaltechnik. Drei Generationen der Familie Benz führten das Unternehmen erfolgreich fort. Die Zettler Group ist heute ein weltweit tätiger Produzent elektronischer Bauelemente.

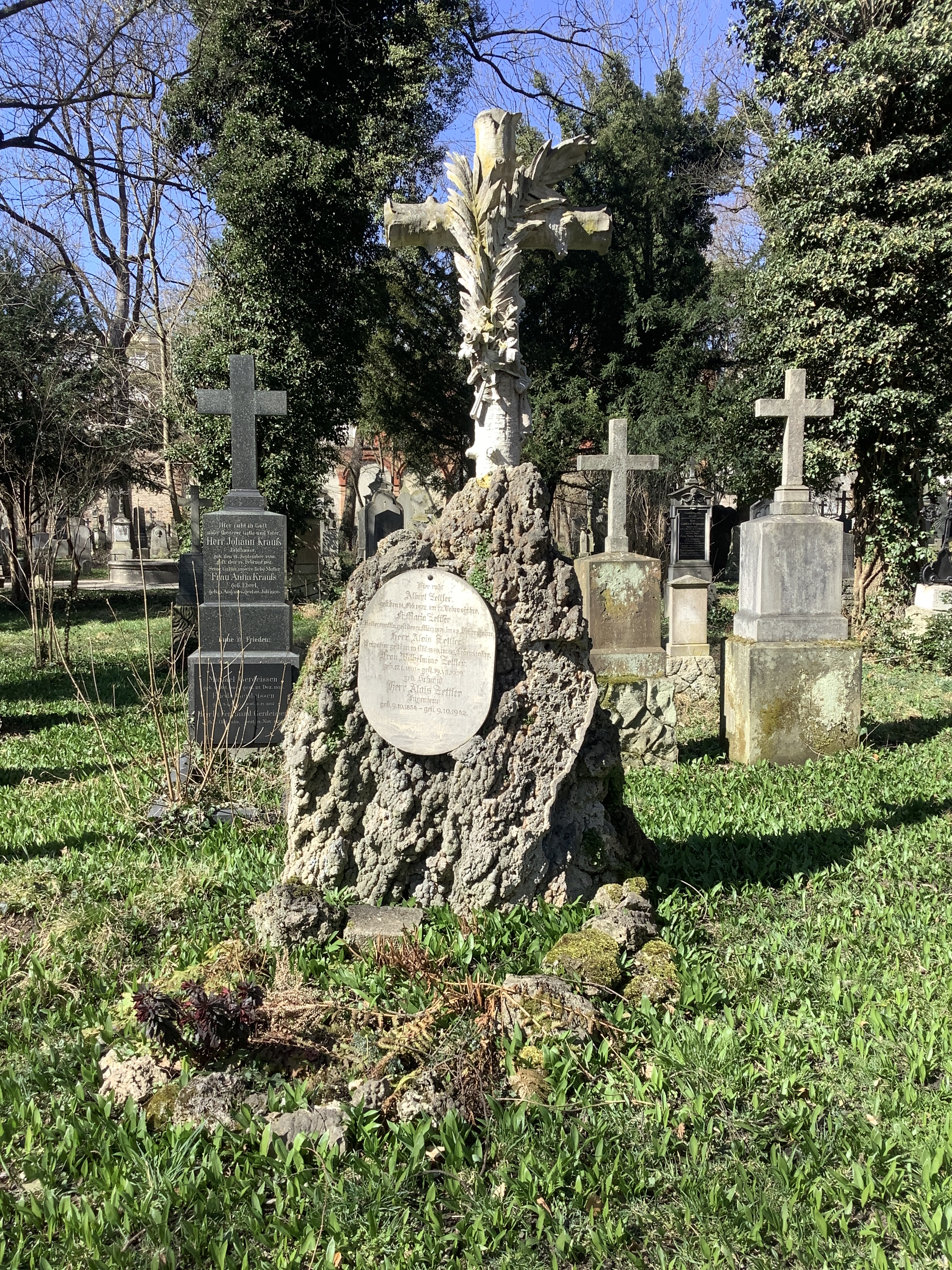
Grab von Alois Zettler auf dem Alten Südlichen Friedhof in München

Alois Zettler blieb bis Ende 1941 Technischer Beirat im Unternehmen und arbeitete noch bis kurz vor seinem Tod im Versuchs- und Prüflabor der Firma. Er starb 1942 an seinem 88. Geburtstag. Seine Grabstätte befindet sich auf dem Alten Südlichen Friedhof in München (Gräberfeld 31 – Reihe 1 – Platz 3/4) Standort.

## Veröffentlichungen
- Notizen & Gedanken zur Electro-Technik. 1877-1899. Meißner Verlag, München 1905